# VRM

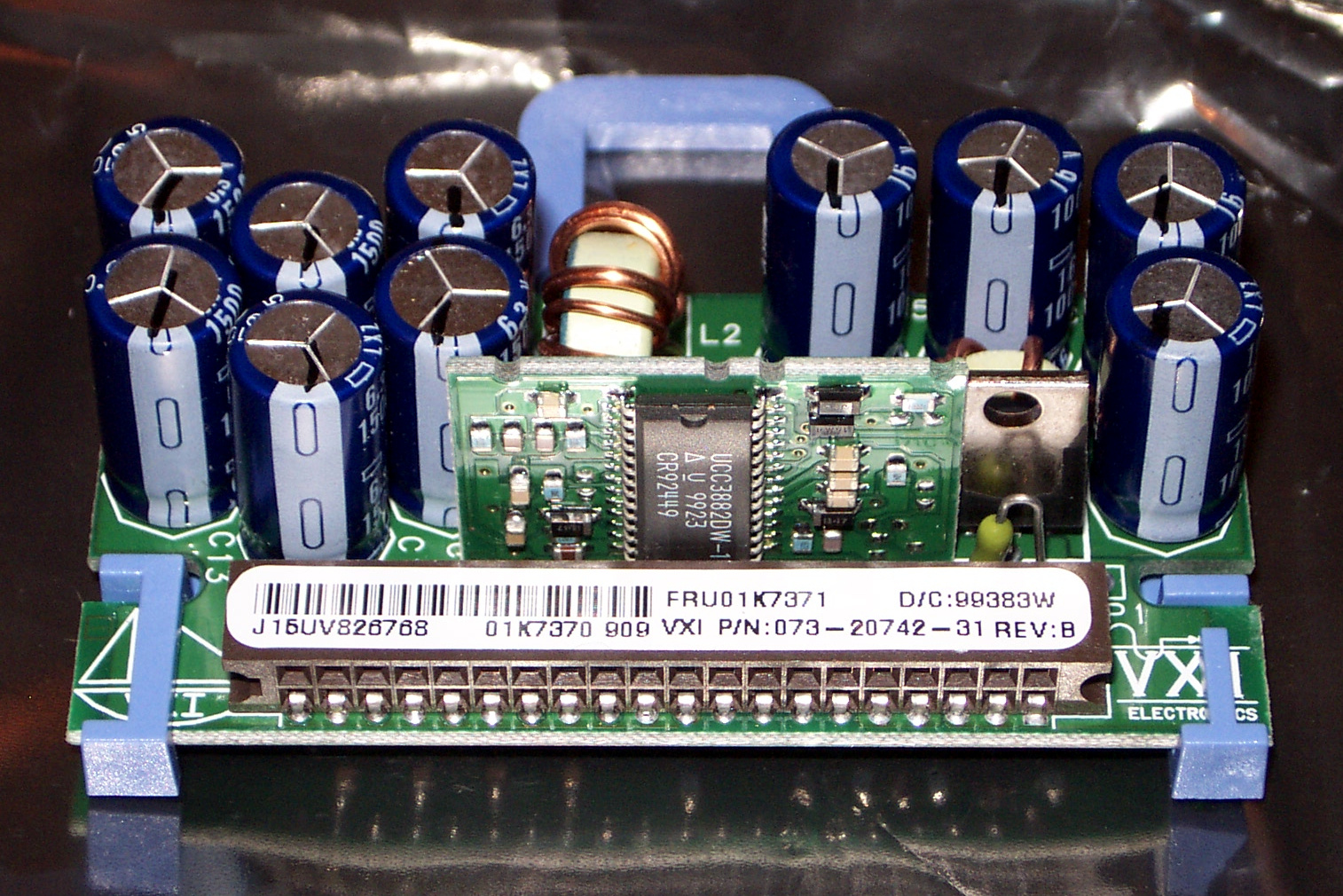
VRM w IBM Netfinity 7000 M10 z procesorem Intel Xeon 500 MHz

VRM (ang. Voltage Regulator Module) – podzespół dostarczający do procesora głównego lub graficznego odpowiedni poziom napięcia. Wymagany poziom napięcia jest ustalany w czasie uruchamiania przez odczytanie VID (ang.  Voltage IDentificator). Początkowo VRM dostarcza standardowe napięcie do podukładu dostarczającego VID, będącego częścią procesora. Jego jedynym zadaniem jest udostępnienie VID dla VRM. Po otrzymaniu VID określającego potrzebne napięcie, VRM rozpoczyna dostarczanie wymaganego napięcia do pozostałej części procesora.